# Carolina Tabares
Carolina Tabares Guerrero, née le 18 juin 1986 à Riohacha, est une athlète colombienne spécialiste des courses de fond.

## Biographie
Carolina Tabares est native de Riohacha, dans le département de La Guajira, mais a commencé à pratiquer l'athlétisme à La Ceja (Antioquia). Remarquée pour ses bonnes performances chez les scolaires, elle obtient une bourse pour étudier à l'Université de Turabo à Porto Rico.
En 2012 elle se distingue à Santander de Quilichao lors des Jeux sportifs nationaux (Juegos Deportivos Nacionales de Colombia) en réalisant le doublé 5 000 mètres - 10 000 mètres.
Elle récidive en juin 2013 aux championnats de Colombie. 
En juillet elle remporte deux médailles aux championnats d'Amérique du Sud d'athlétisme 2013, dont l'or sur 5 000 m.
Qualifiée pour les championnats du monde de Moscou, elle termine dixième de sa série du 5 000 m.
En novembre, elle participe aux Jeux bolivariens, au cours desquels elle efface des tablettes l'ancien record de Colombie du 5 000 m qui était détenu par Stella Castro depuis 1997, en terminant deuxième de la course derrière la Péruvienne Inés Melchor qui bat également le record national.
En mai 2014, Carolina Tabares améliore le record national du 10 000 m au meeting Payton Jordan Invitational, que Stella Castro détenait également. Plus tard dans la saison elle contracte une blessure lors du semi-marathon de Medellín. Elle doit déclarer forfait aux Jeux d'Amérique centrale et des Caraïbes.

### Palmarès
| Année | Compétition                    | Lieu                 | Place | Épreuve  | Performance    |
| ----- | ------------------------------ | -------------------- | ----- | -------- | -------------- |
| 2013  | Championnats d'Amérique du Sud | Carthagène des Indes | 1re   | 5 000 m  | 16 min 09 s 82 |
| 2013  | Championnats d'Amérique du Sud | Carthagène des Indes | 2e    | 10 000 m | 34 min 47 s 59 |
| 2013  | Jeux bolivariens               | Trujillo             | 2e    | 5 000 m  | 15 min 35 s 30 |
| 2013  | Jeux bolivariens               | Trujillo             | 3e    | 10 000 m | 34 min 14 s 5  |
| 2015  | Championnats d'Amérique du Sud | Lima                 | 3e    | 5 000 m  | 15 min 59 s 28 |
| 2015  | Championnats d'Amérique du Sud | Lima                 | 4e    | 10 000 m | 33 min 12 s 72 |
| 2019  | Championnats d'Amérique du Sud | Lima                 | 2e    | 5 000 m  | 15 min 46 s 04 |
| 2019  | Championnats d'Amérique du Sud | Lima                 | 1re   | 10 000 m | 33 min 33 s 77 |

#### National
- 5 000 m : 2 titres (2013, 2014)
- 10 000 m : 2 titres (2013, 2014)

### Records
| Épreuve  | Performance         | Lieu      | Date             |
| -------- | ------------------- | --------- | ---------------- |
| 5 000 m  | 15 min 35 s 30      | Trujillo  | 28 novembre 2013 |
| 10 000 m | 32 min 19 s 59 (RN) | Palo Alto | 2 mai 2019       |